# Paromola cuvieri
Espèce
Synonymes
- Dorippe cuvieri Risso, 1816
- Maia dumerili Risso, 1816[1]

Paromola cuvieri est une espèce de crabe de la famille des Homolidae.

## Répartition et habitat
Il est présent dans l'est de l'océan Atlantique et la mer Méditerranée, de l'Angola à la Norvège, aux îles du Nord et à l'Islande,,. Il vit dans la zone démersale, à des profondeurs de 10 à 1200 m, mais principalement en-dessous de 80 m. Il préfère les zones boueuses avec des rochers émergés et a été observé dans  les récifs coralliens d'eau profonde et les agrégats d'éponges (en),. Il est localement courant.

## Description
Ce crabe rougeâtre présente un dimorphisme sexuel ; les mâles ont des pinces plus grosses et sont globalement plus gros que les femelles. La carapace des plus gros mâles peut atteindre 21,5 cm et l'envergure de leur pinces 1,20 m. Comme les autres membres de la famille des Homolidae dans leur habitat naturel, la plupart des P. cuvieri portent sur la carapace des petits membres postérieurs un objet, généralement un invertébré sessile vivant comme une éponge ou un corail d'eau profonde,. Cet objet peut être utilisé comme camouflage, mais aussi comme moyen de défense en l'interposant entre le crabe et son agresseur potentiel . P. cuvieri est un charognard qui consomme une grande variété de matières animales, et un prédateur d'animaux comme d'autres décapodes, mais il capture rarement de petites espèces benthiques (glycérides, cumacés et amphipodes).